# Мэйо, Питер Джон
Мэйо Питер Джон (Peter John Mayo; 16.02.1944, Лондон — 2004) — английский славист. Доктор филологии (1982).

## Биография
Родился в Илфорде (ныне в составе Лондона). Окончил Бирмингемский университет (1966). В 1966—1967 аспирант Московского университета. В 1969 — 1997 преподаватель Шеффилдского университета. Читал курсы старославянского, белорусского, русского, сербохорватского языков, истории русского языка и российского языковедения, сравнительной славянской филологии и др. Выступал с лекциями по альбарутенике.
С 1998 — преподаватель университета г. Эксетер.
Состоял в Британской университетской ассоциации славистов (в 1978 — 1980 её секретарь), член Англо-белорусского общества Великобритании, Ассоциации преподавателей русского языка.
Исследовал лексику и грамматику белорусского и русского языка. Докторская диссертация посвящена морфологии русского языка в XVII веке. Автор раздела «Белорусский язык» в коллективной монографии «Славянские языки» (The Slavonic Languages. — London,1993), многочисленных статей по белорусской и славянской тематике. Автор рецензий на учебники, словари, исследования белорусского языка.
В белорусской грамматике Мэйо, которая в 1976 г. издана кафедрой русского языка и славистики Шеффилдского университета совместно с Англо-белорусским обществом, достаточно подробно описаны типы склонения существительных, спряжение и видовая характеристика глаголов, служебные части речи. Помимо морфологии, автор рассмотрел некоторые вопросы орфоэпии и фонетики белорусского литературного языка.
В 1979— 1988 редактор «The Journal of Byelorussian Studies» («Журнал белорусских исследований»). Печатался в этом журнале с 1972 г.
С 1989 — редактор славянского отдела библиографического справочника «Modern Languages Studies» («Современные лингвистические исследования»), с 1992 — главный редактор издания.
Занимался подготовкой англо-белорусского словаря, вариант которого был издан в Минске в 1995 г. под названием «Карманный англо-белорусский словарь». Огромная картотека Питера Мэйо, подготовленная для словаря с помощью белорусского посольства в Лондоне, была передана в Минск.